# Caixa de Rotllan
La Caixa de Rotllan (op z'n Frans uitgesproken als cache de Roland) is een hunebed bij de stad Arles-sur-Tech in het  departement Pyrénées-Orientales in de Franse regio Occitanie. Het dateert uit de tweede helft van het derde millennium voor Christus.
De naam betekent "graf van Roland" in het Catalaans. Volgens de legende zou de ridder Roland hebben geleefd in het gebied van Vallespir. Zijn lichaam zou na zijn dood in de slag van Roncesvalles, teruggebracht zijn op zijn paard en begraven onder het hunebed. Het hunebed bestaat uit drie verticale stenen met daarboven een plaat. Het is een historisch monument, al zijn er nooit archeologische opgravingen verricht.
Caixa de Rotllan is een van de 147 hunebedden in de Pyrénées-Orientales waarvan het bestaan is aangetoond. Een aantal daarvan is verdwenen, maar hun bestaan wordt gestaafd door oude bronnen. Ze zijn (of waren) allemaal gelegen in bergachtige of heuvelachtige gebieden, meestal op een heuvel of een bergkam. Dit hunebed is daarop geen uitzondering: het ligt op een heuvelrug van de zuidelijke flank van de Canigou-massief, op 830 m hoogte, in de historische en geografische regio van Vallespir, op de grens tussen de steden van Arles-sur-Tech en Montbolo.
Twee wegen bieden toegang tot het hunebed vanuit het dorp Arles. De eerste is een onverharde weg langs de rivier de Bonabosc en daarna via een klein pad van zestig meter door het bos. Een andere optie is via de GR 10 langs een heuvelrug met uitzicht op de valleien van de Bonabosc en de Riuferrer. Ook hier moet het laatste stuk gelopen worden. Te voet duurt de reis ongeveer een uur.

## Afbeeldingen

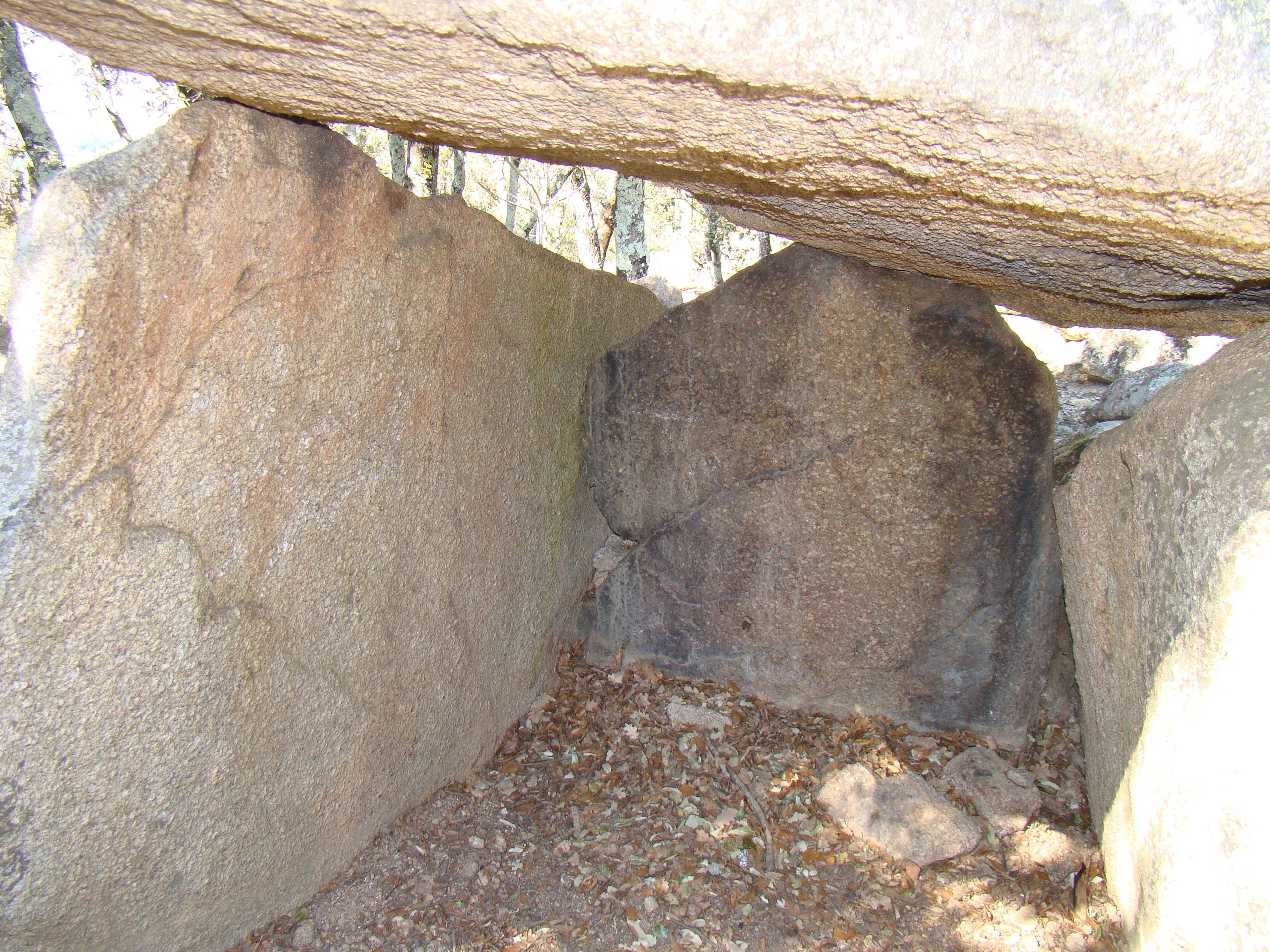
De kamer van het hunebed.
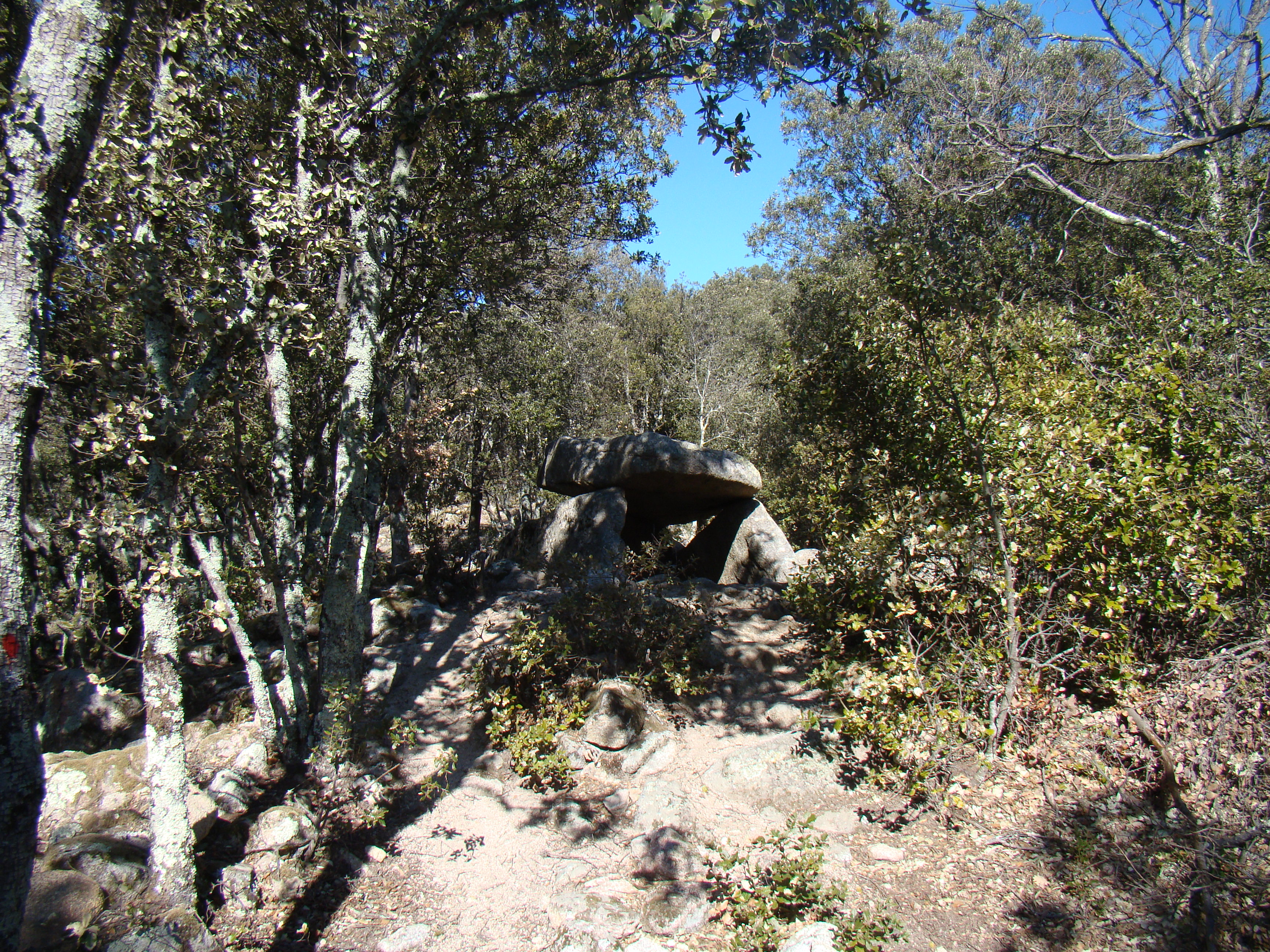
Het hunebed met omgeving van uit het zuiden.
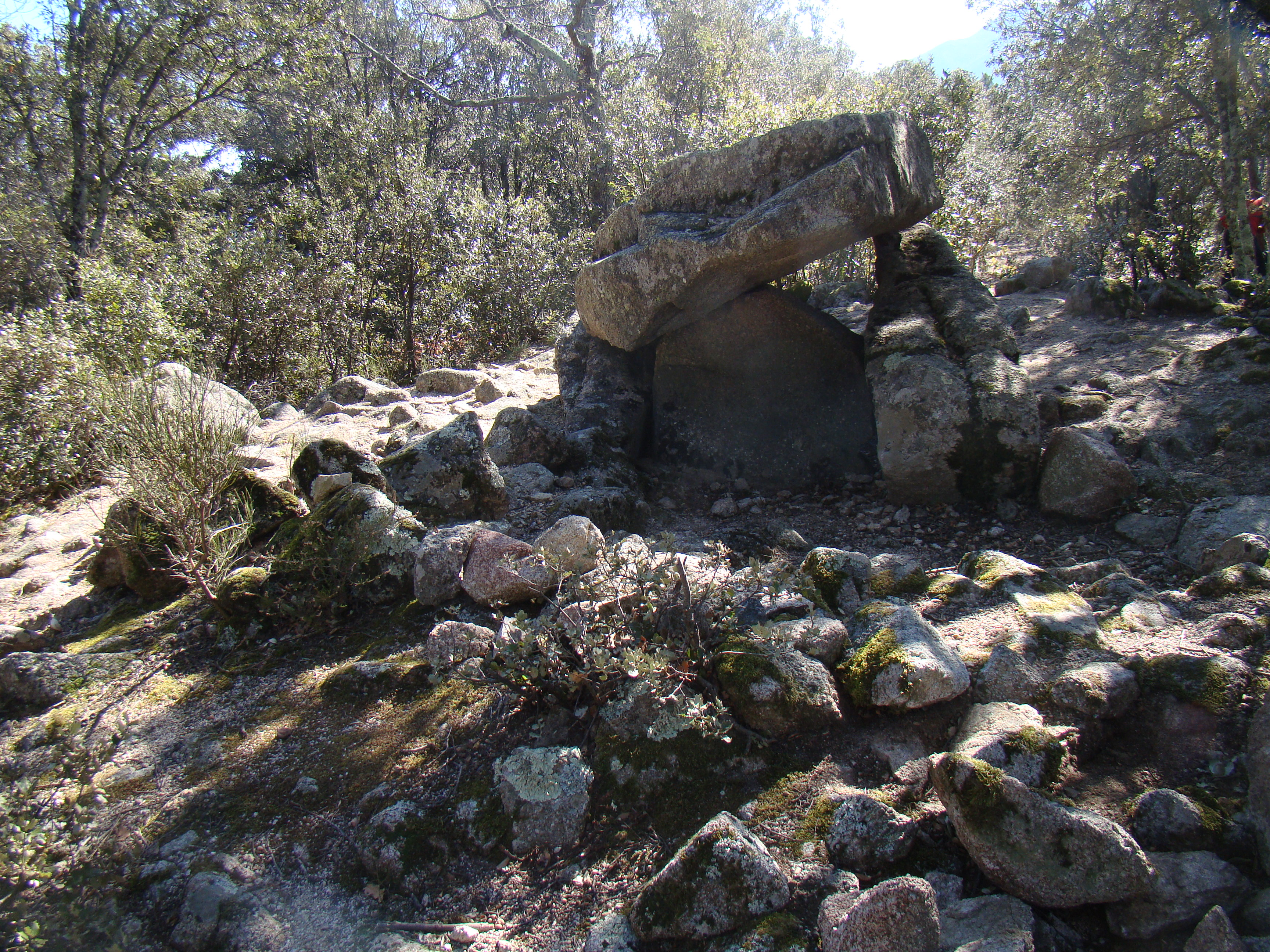
Het hunebed vanuit het noorden.
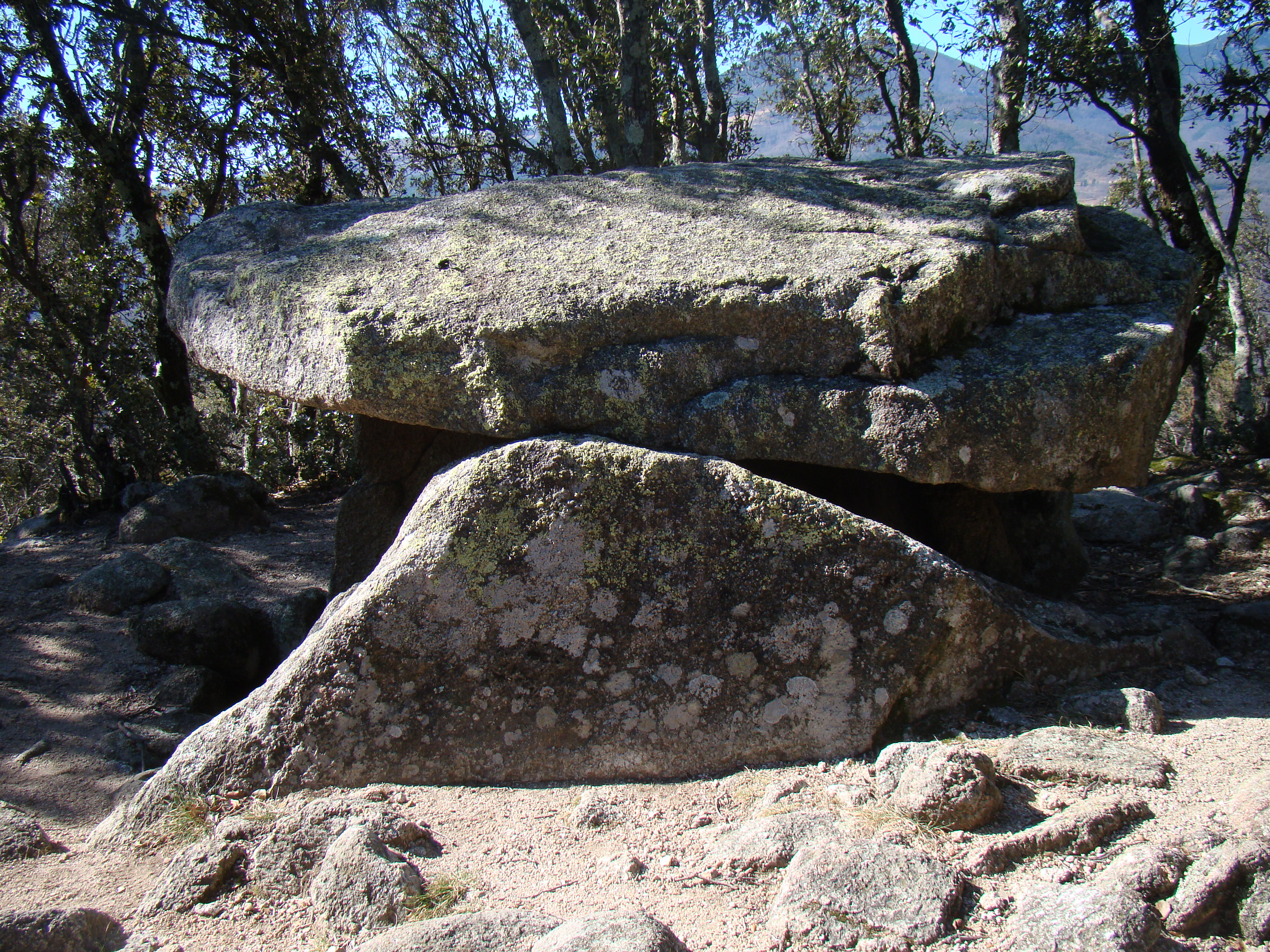
Zijaanzicht vanuit het noordwesten.
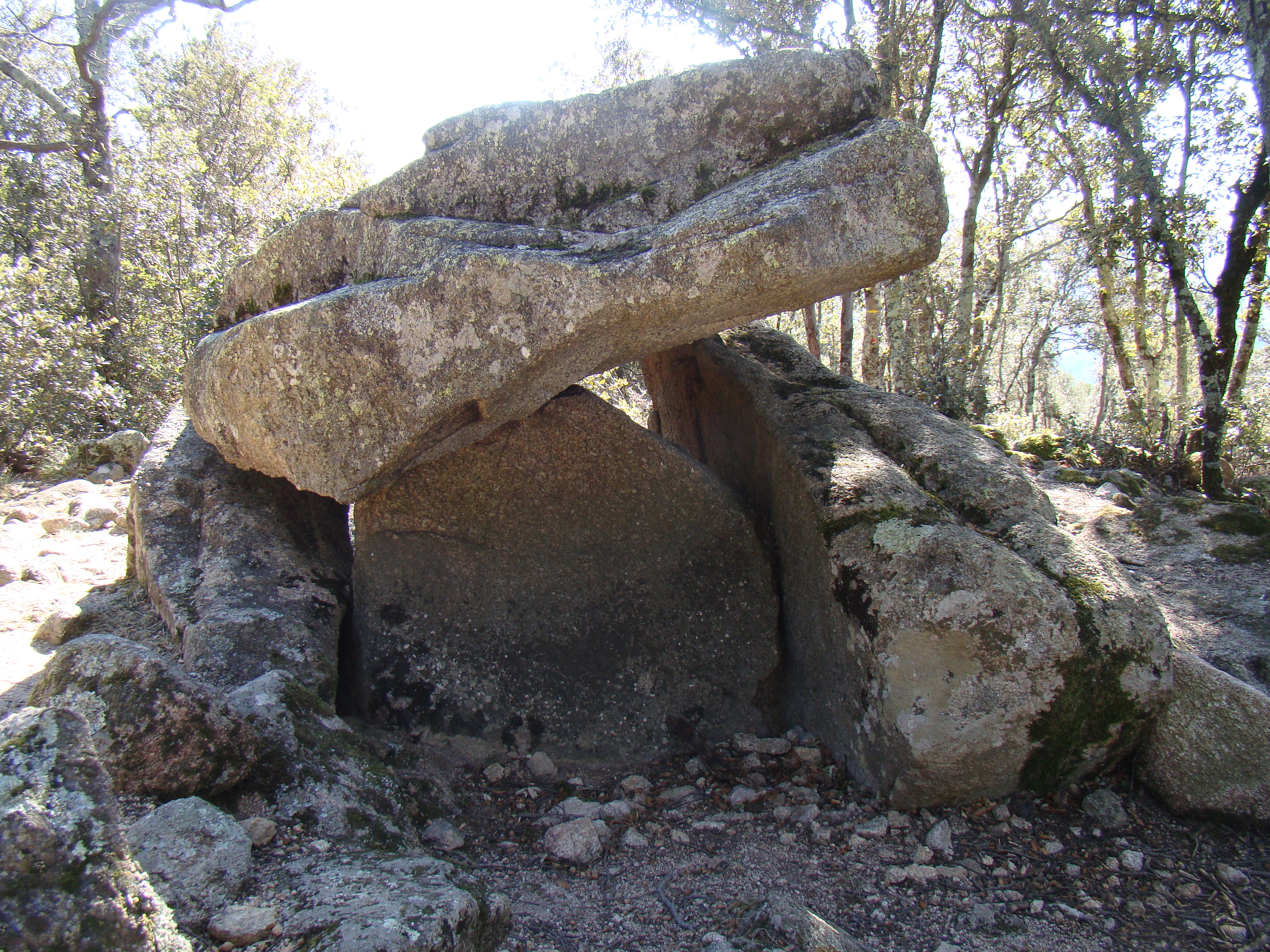
Het tegelbed.
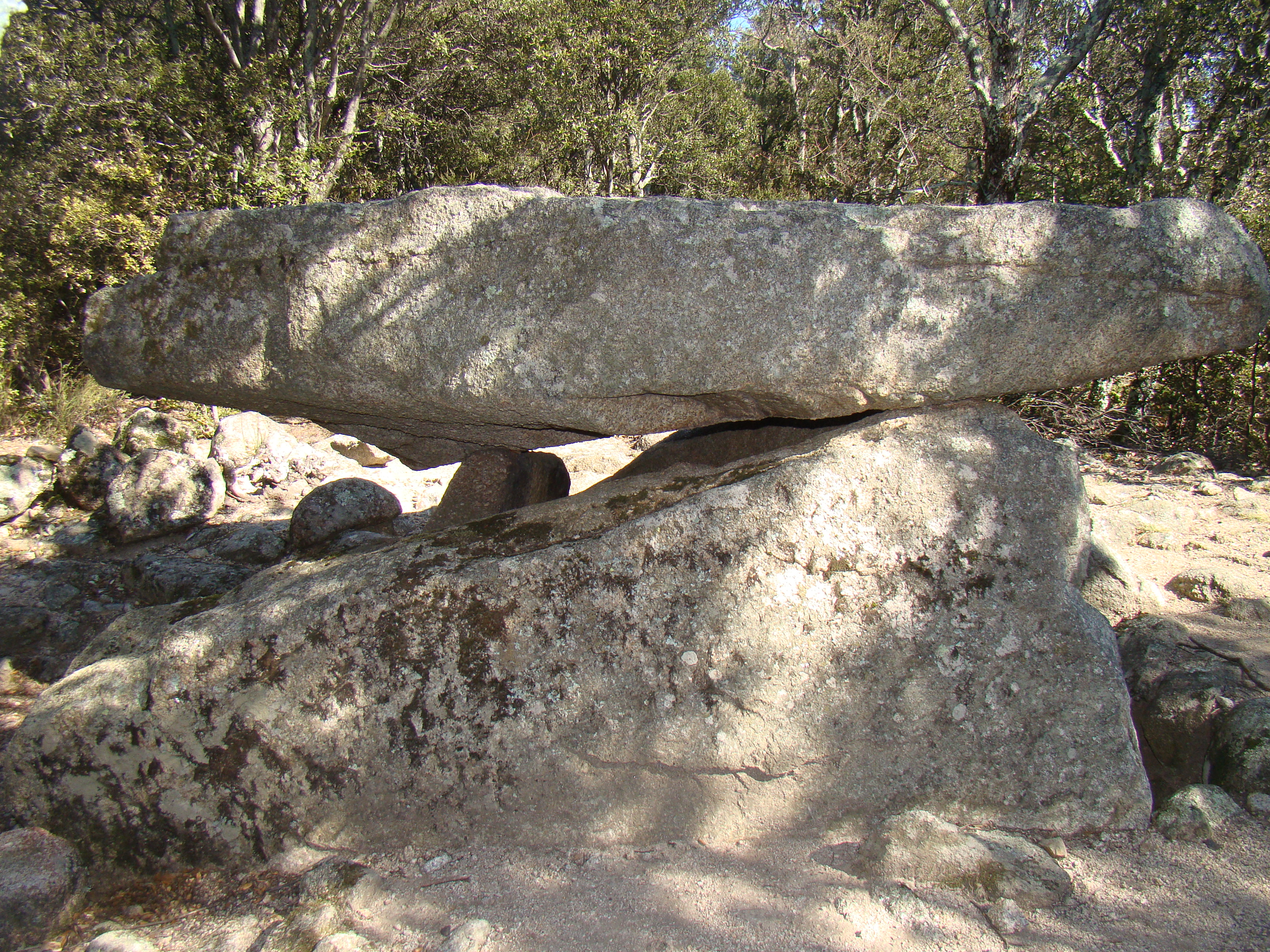
Zijaanzicht vanuit het zuidoosten.